# Велибор Радовић
Велибор Радовић (Титоград, 16. март 1972) је бивши црногорско- српски кошаркаш, а садашњи кошаркашки тренер. Играо је на позицији крила.

## Биографија
Радовић је као млад играч био члан сплитске Југопластике када су освојене две титуле европског првака (1990. и 1991). Током деведесетих година је играо углавном у Израелу. Три сезоне је играо за Макаби Тел Авив. У два наврата је био у Црвеној звезди а играо је још између осталих и за Нанси, Хапоел Тел Авив, Керавнос...
Након завршетка играчке почео је тренерску каријеру. У сезони 2012/13. био је помоћник Михаилу Увалину у пољској Зјелона Гори. Од 2013. до 2017. био је помоћник Дејану Радоњићу у Црвеној звезди а затим је са истим тренером сарађивао и у Бајерн Минхену.